# 1ª Divisão 1942 (hockey su pista)
La 1ª Divisão 1942 è stata la 4ª edizione del torneo di primo livello del campionato portoghese di hockey su pista. La competizione ha avuto inizio il 12 aprile 1942 e si è conclusa il 21 marzo 1943.
Il titolo è stato conquistato dal Paço de Arcos Hóquei Clube per la prima volta nella sua storia.

## Stagione

### Formula
La 1ª Divisão 1942 vide ai nastri di partenza quattordici club divisi in due gironi; ogni girone fu organizzato con un girone all'italiana, con gare di andata e ritorno. Erano assegnati tre punti per l'incontro vinto e due punti a testa per l'incontro pareggiato, mentre ne era attribuito uno solo per la sconfitta. Al termine della prima fase le prime squadre di ogni gruppo si qualificarono alla finale; la vincitrice venne proclamata campione di Portogallo.

## Prima fase

### Regional do Norte
|  | Pos. | Squadra           | Pt | G | V | N | P | GF | GS | DR |
|  | ---- | ----------------- | -- | - | - | - | - | -- | -- | -- |
|  | 1.   | Infante de Sagres | ?  |   |   |   |   |    |    |    |
|  | 2.   | Académica         | ?  |   |   |   |   |    |    |    |
|  | 3.   | Estrela           | ?  |   |   |   |   |    |    |    |
|  | 4.   | Espinho           | ?  |   |   |   |   |    |    |    |
|  | 5.   | HC do Porto       | ?  |   |   |   |   |    |    |    |
|  | 6.   | Carvalhos         | ?  |   |   |   |   |    |    |    |

Legenda:
  Qualificato alla finale.
Note:
Tre punti a vittoria, due per il pareggio, uno a sconfitta.

### Regional de Lisboa
|       | Pos. | Squadra          | Pt | G  | V  | N | P  | GF | GS | DR  |
| ----- | ---- | ---------------- | -- | -- | -- | - | -- | -- | -- | --- |
|       | 1.   | CF Benfica       | 40 | 14 | 13 | 0 | 1  | 85 | 22 | +63 |
| [ 1 ] | 2.   | Paço de Arcos    | 38 | 14 | 12 | 0 | 2  | 81 | 21 | +60 |
|       | 3.   | Ateneu Comercial | 29 | 14 | 7  | 1 | 6  | 35 | 49 | -14 |
|       | 4.   | Benfica          | 29 | 14 | 7  | 1 | 6  | 35 | 53 | -18 |
|       | 5.   | Lisgas           | 27 | 14 | 6  | 1 | 7  | 46 | 45 | +1  |
|       | 6.   | Amadora          | 24 | 14 | 5  | 0 | 9  | 42 | 56 | -14 |
|       | 7.   | Sintra           | 22 | 14 | 4  | 0 | 10 | 42 | 59 | -17 |
|       | 8.   | Campo de Ourique | 15 | 14 | 0  | 1 | 13 | 18 | 79 | -61 |

Legenda:
  Qualificato alla fase finale.
Note:
Tre punti a vittoria, due per il pareggio, uno a sconfitta.

## Finale
| Squadra 1  | Totale | Squadra 2     | Andata | Ritorno |
| ---------- | ------ | ------------- | ------ | ------- |
| CF Benfica | 5 - 10 | Paço de Arcos | 3 – 4  | 2 - 6   |

| Lisbona 14 marzo 1943 Partita di andata | CF Benfica | 3 – 4 | Paço de Arcos |  |

| Paço de Arcos 21 marzo 1943 Partita di ritorno | Paço de Arcos | 6 – 2 | CF Benfica |  |